# Eryk Mistewicz
Eryk Mistewicz (ur. 21 sierpnia 1967 w Goleniowie) – polski konsultant, zajmujący się strategiami komunikacyjnymi, doradztwem medialnym i politycznym, dziennikarz, publicysta, prezes Instytutu Nowych Mediów.

## Życiorys
Absolwent XIII Liceum Ogólnokształcącego w Warszawie oraz dziennikarstwa na Uniwersytecie Warszawskim. Studiował także zarządzanie kryzysowe i marketing polityczny w École supérieure des sciences commerciales d’Angers we Francji. Jako dziennikarz pracował w tygodnikach „Na Przełaj” i „Wprost”. Był też rzecznikiem prasowym ministra ochrony środowiska, zasobów naturalnych i leśnictwa (1992) oraz kierownikiem działu społecznego w tygodniku „Życie”.
Od 2001 pełnił funkcję doradcy Macieja Płażyńskiego jako marszałka Sejmu i przewodniczącego PO. W wyborach prezydenckich w 2005 doradzał w kampanii wyborczej Zbigniewowi Relidze, który ostatecznie wycofał się z kandydowania.
W 1995 wspólnie z Arturem Witoszkiem został nagrodzony przez Stowarzyszenie Dziennikarzy Polskich.
W 2010 był współautorem (z Michałem Karnowskim) książki Anatomia władzy. W 2011 ukazała się jego książka Marketing narracyjny. Jak budować historie, które sprzedają. Do 2012 publikował m.in. w tygodniku „Uważam Rze”. W 2013 został współpracownikiem tygodnika „Do Rzeczy”. Był też wydawcą periodyku „Nowe Media”. Założyciel i prezes think tanku pod nazwą Instytut Nowych Mediów, m.in. wydawcy portalu opinii WszystkoCoNajwazniejsze.pl oraz miesięcznika „Wszystko Co Najważniejsze” pod redakcją Michała Kleibera. W 2019 inicjator projektu „Opowiadamy Polskę światu” w 80. rocznicę wybuchu II wojny światowej. W 2020 zaczął prowadzić w stacji telewizyjnej Polsat News cotygodniowy autorski program Debata tygodnia. Wszystko co najważniejsze.